# صيق (المهرة)
صيق هي إحدى قرى مديرية منعر التابعة لمحافظة المهرة، بلغ تعداد سكانها 42 نسمة حسب تعداد اليمن لعام 2004.